# Vimperg

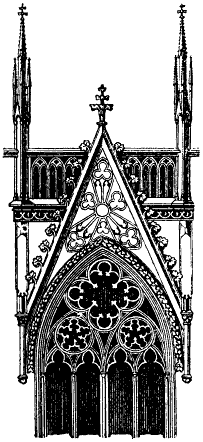
Vimperg från Kölns domkyrka.

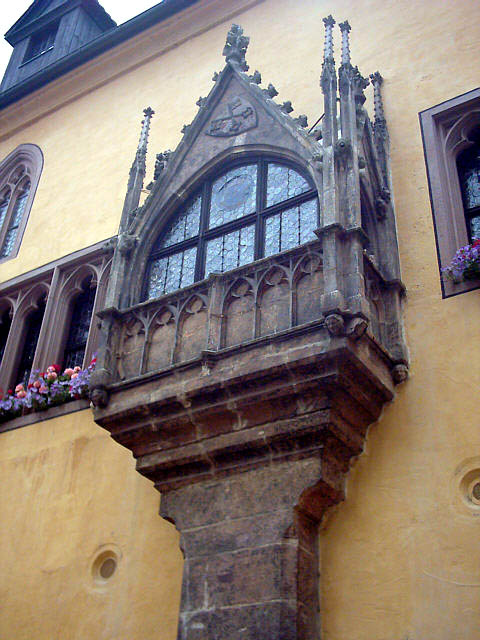
Orielfönster med vimperg och tinnar på den kejserliga hallen i det gamla rådhuset i Regensburg

Vimperg är en spetsig prydnadsgavel som användes i gotisk arkitektur för en gavelliknande kröning över portaler och fönster och kallas även en prydnadsgavel. Utanför den omedelbara arkitekturen finns vimpergen också som motiv i gotiskt snideri.

## Etymologi
Termen har dokumenterats på tyska sedan 900-talet (fornhögtyska wintberga, mellanhögtyska wintberge). Den ursprungliga betydelsen var "det som skyddar mot vinden, döljer [birgt på tyska]". Det som ursprungligen avsågs var gavelpartier som sticker upp över taket. I detta sammanhang återfinns wintberge även i äldre källor i betydelsen "merlon" ( nämner medelhögtyska wintburgelin "merlon"), ibland även "Wimperg" som "tandliknande toppförlängning av bröstvärnets parapet med en krenelering".

## Former
Wimpergen anses vara ett arkitektoniskt element i form av en prydnadsgavel som förstärker den gotiska stilens höjddrift. Den kan flankeras, ramas in eller till och med upptas av tinnar. Wimpergens gavelsluttningar var ofta inramade av krokar. Dess gaveltopp är ofta utförd som gavelblomma, till exempel som en korsformad prydnad. På tyska har namnet Frauenschuh ("damsko") överförts för wimperger med en spets som hänger över framtill. Gavelfältet kan lämnas slätt, men det är ofta fyllt med inledande eller genombrutna spår.

## Heraldik
Vimpergen har också bidragit till några vapensköldar som en del av en heraldisk figur. Övervägande används det arkitektoniska föremålet för att placera ett vapen i det fria utrymmet under benen som utfyllnad och ornament. För heraldiken är det viktigare att det finns representerat i vapnet. Byggnadsdelen i vapnet nämns i blazonen och bör då också lämpligen uppmärksammas av vapenmålaren. Ett bra exempel är staden Kamenz' vapen. Här finns, enligt beskrivningen av vapenskölden, en gyllene vimperg dekorerad med krokar på en gyllene krenelering. Ofta beskrivs vimpergen som en "triangulär gavel", och den behöver inte alltid flankeras av krokar eller ha en prydnad överst. Antalet vapensköldar med en vimperg förblir hanterbart. I beskrivningen av Fehrbellins vapen före 1993 kunde man läsa om quatrefoilen i vimperg.

Kamenz
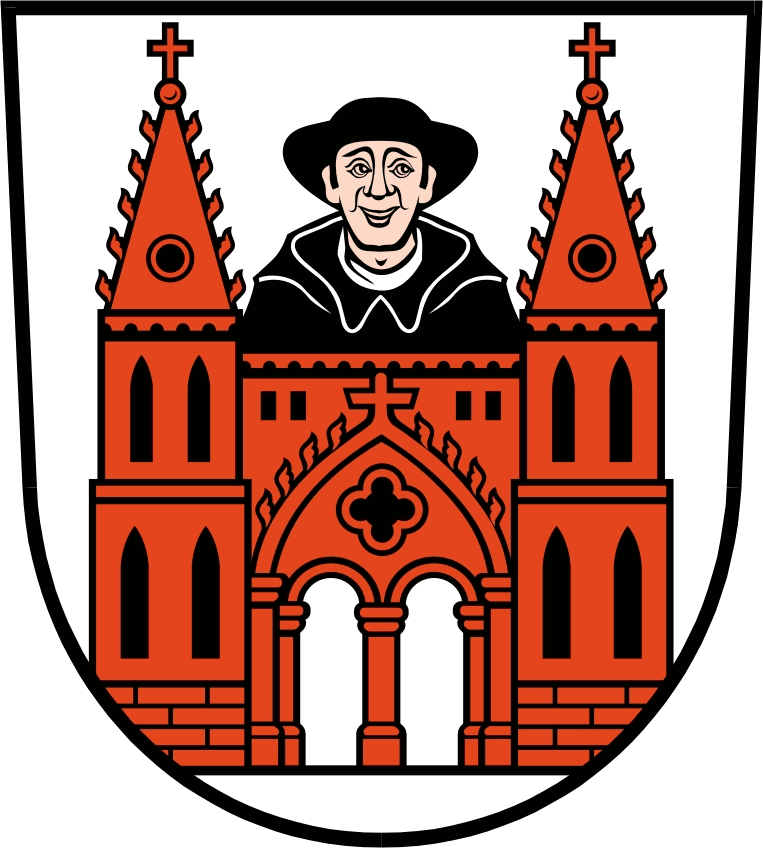
Fehrbellin
Frankfurt (Oder)
Lüneburg
Montabaur